# Vlag van Sejong

Vlag van Sejong

De vlag van Sejong bestaat uit een witte achtergrond waarop het provincielogo is afgebeeld. De vlag is in huidige vorm sinds 2012 in gebruik. Het logo toont een blauw gestileerd dak en op de vlag staat in het Koreaanse Hangul-schrift de officiële naam: "세종특별자치시".